# Karl Funder
Karl Funder (* 15. Oktober 1866 in Dürnfeld, heute Gemeinde Kappel am Krappfeld; † 10. Oktober 1943 in Mölbling, Bez. St. Veit) war ein österreichischer Unternehmer und Politiker.

## Leben
Funder war der Sohn des Landwirts Peter Valentin Funder (* 6. Juni 1816; † 14. Januar 1881) und dessen Ehefrau Theresia geb. Zebedin (* 5. Oktober 1841; † 15. Oktober 1879). Er war römisch-katholisch und heiratete am 15. Februar 1897 Maria Mardaunig (* 4. April 1877; † 22. Januar 1941). Aus der Ehe gingen mindestens zwei Söhne hervor, von denen einer jung starb. Er war ein Halbbruder von Peter Funder.
Funder besuchte die Volksschule in St. Veit und die landwirtschaftliche Schule in Klagenfurt. Danach arbeitete er als Werber für eine Hagelversicherung. Im Jahr 1890 kaufte er das Gut Mölbling und ein Sägewerk. 1899 erwarb er das Gut Thurnhof im Gurktal, 1905 gründete er eine Holzstofffabrik in Brugga bei Mölbling und 1911 erwarb er eine Papierfabrik in Pöckstein und weitere Sägewerke. Diese Unternehmen waren die Grundlage des heutigen Unternehmens FunderMax.

## Politik
Zwischen 1892 und 1942 war er Bürgermeister der Gemeinde Rabing (heute Mölbling). Vom 16. April 1903 bis zum 2. Februar 1909 war er für den LGM 4 Friesach Abgeordneter im Kärntner Landtag. Im Landtag war er Mitglied des volkswirtschaftlichen, des juridisch-politischen, des Bau- und des Revisonsausschussses. Er gehörte dem Klub DVP an.